# Music to Make Love to Your Old Lady By
Music to Make Love to Your Old Lady By — музыкальный альбом проекта Lovage, записанный Брэндоном Эрновиком, Дэниэлсом Спиллзом, Kid Koala и SweetP под руководством хип-хоп продюсера Дэна Накамуры. Место у микрофона занимали Майк Паттон и Дженнифер Чарльз, в числе дополнительных вокалистов отметились Afrika Bambaataa, Принс Пол, Maseo и Деймон Албарн.

## Оценки
Ряды критиков встретили альбом довольно сдержанно. Редактор сайта Allmusic М. Ф. ДиБелла назвал пластинку слишком вычурной, обозреватель электронного журнала Pitchfork Кевин Адикес — терпимой, но время от времени скатывающейся в претенциозность, подобно обложке диска, которая просто ужасает свой китчевостью. Штатный автор PopMatters Дэйв Хитон нашёл запись модной и стильной, тогда как рецензент The A.V. Club Натан Рабин заметил, что Music to Make Love to Your Old Lady By, исследующий мир романтики, имеет больше общего с безумием и смертью, чем с розами и шоколадом.

## Список композиций
| №   | Название                                    | Длительность |
| --- | ------------------------------------------- | ------------ |
| 1.  | «Ladies Love Chest Rockwell»                | 1:19         |
| 2.  | «Pit Stop (Take Me Home)»                   | 3:56         |
| 3.  | «Anger Management (Why Must God Punish Me)» | 4:17         |
| 4.  | «Everyone Has a Summer»                     | 4:16         |
| 5.  | «To Catch a Thief»                          | 3:17         |
| 6.  | «Lies and Alibis»                           | 3:16         |
| 7.  | «Herbs, Good Hygiene & Socks»               | 1:55         |
| 8.  | «Book of the Month»                         | 4:28         |
| 9.  | «Lifeboat»                                  | 4:45         |
| 10. | «Strangers on a Train»                      | 4:36         |
| 11. | «Lovage (Love That Lovage, Baby)»           | 1:04         |
| 12. | «Sex (I’m A)»                               | 6:19         |
| 13. | «Koala’s Lament»                            | 3:53         |
| 14. | «Tea Time with Maseo»                       | 1:38         |
| 15. | «Stroker Ace»                               | 4:29         |
| 16. | «Archie & Veronica»                         | 6:05         |